# Coupe de France 1972/73
Der Wettbewerb um die Coupe de France in der Saison 1972/73 war die 56. Ausspielung des französischen Fußballpokals für Männermannschaften. In diesem Jahr meldeten 1.596 Vereine.
Titelverteidiger war Olympique Marseille, der in diesem Jahr im Viertelfinale am späteren Gewinner der Trophäe, Olympique Lyon, scheiterte. Dies war Lyons dritter Pokalsieg – zuletzt war ihm dies 1967 gelungen – bei der fünften Finalteilnahme innerhalb von nur zehn Jahren. Endspielgegner FC Nantes dagegen verlor auch sein drittes Finale nach 1966 und 1970, konnte sich aber mit dem erneuten Gewinn des Meistertitels trösten.
Die meisten unterklassigen Teilnehmer schieden in dieser Saison bereits frühzeitig aus; mit En Avant Guingamp überstand nur eine einzige Amateurmannschaft das Sechzehntelfinale. Nachdem der bretonische Fünftligist zwei Zweitdivisionäre aus dem Rennen geworfen hatte, scheiterte er am dritten, dem FC Rouen, im Achtelfinale. Rouen seinerseits traf im Viertelfinale auf den einzigen anderen im Wettbewerb verbliebenen Ligue-2-Vertreter, Olympique Avignon, der anschließend gegen Lyon unterlag.
Nach den von den Regionalverbänden der Fédération Française de Football organisierten Qualifikationsrunden griffen ab der Runde der letzten 64 Mannschaften auch die 20 Erstligisten in den Wettbewerb ein. In diesem Zweiunddreißigstelfinale gab es noch eine gewisse regionale Vorsortierung der Mannschaften, anschließend wurden die Spielpaarungen für jede Runde frei ausgelost. In Zweiunddreißigstel- und Sechzehntelfinale fanden sämtliche Begegnungen auf neutralem Platz statt. Endete eine Begegnung nach Verlängerung remis, wurde nur noch ein Wiederholungsspiel ausgetragen, das ggf. durch Elfmeterschießen nach Verlängerung entschieden wurde. Vom Achtel- bis einschließlich des Halbfinals hingegen kam es zu Hin- und Rückspiel. Gab es dann einen Gleichstand der erzielten Treffer – wobei Auswärtstore nicht doppelt zählten –, wurde das Rückspiel verlängert. Gab es dann immer noch keinen Sieger, musste die Entscheidung im Strafstoßschießen herbeigeführt werden.

## Zweiunddreißigstelfinale
Spiele am 28. Januar, Wiederholungsmatches am 4. bzw. 7. Februar 1973. Die Vereine der beiden professionellen Ligen sind mit D1 bzw. D2 bezeichnet, diejenigen der landesweiten Amateurspielklasse mit D3, die höchsten regionalen Amateurligen als DH bzw. DHR („Division d’Honneur“ bzw. „Division d’Honneur Régionale“).
| - Stade Reims D1 – FC Limoges D2 6:1 - Olympique Marseille D1 – AS Monaco D2 3:2 - EDS Montluçon D2 – Sporting Toulon D2 2:0 - AS Mutzig D3 – AJ Auxerre D3 1:1 n. V., 1:0 - FC Nantes D1 – SCO Angers D1 3:1 - Olympique Nîmes D1 – Montpellier-Littoral FC D3 3:1 - Paris FC D1 – SA Épinal D3 1:0 - US Valenciennes D1 – SC Amiens D2 1:0 - Stade Poitiers D2 – AS Libourne D3 3:1 - CA Mantes D2 – US Toulouse D2 2:1 - FC Rouen D2 – Paris Saint-Germain D3 4:0 - AS Saint-Étienne D1 – Troyes Aube Football D2 2:1 - Red Star Paris D1 – Stade Rennes UC D1 3:1 - CS Sedan D1 – US Dunkerque D2 2:1 - FC Sochaux D1 – AS Nancy D1 2:1 - Racing Club de France DH – AS Aix D3 0:0 n. V., 3:2 | - AS Cannes D2 – RC Strasbourg D1 1:0 - SC Abbeville D3 – CA Lisieux D3 2:1 - AC Ajaccio D1 – FC Metz D1 1:0 - AS Angoulême D2 – Stella Maris Douarnenez DH 1:0 - AC Arles D2 – ASCA Wittelsheim D3 1:1 n. V., 2:0 - Olympique Avignon D2 – SO Mazamet DH 3:1 - SEC Bastia D1 – OGC Nizza D1 2:0 - UMS Montélimar D2 – CS Beaucourt DHR 4:0 - Girondins Bordeaux D1 – SM Caen D2 2:0 - Olympique Lyon D1 – US Nœux-les-Mines D3 3:1 - LB Châteauroux D2 – FC Sète D2 4:2 - AC Chaumont D2 – CS Cuiseaux-Louhans D2 3:2 - FC Gueugnon D2 – FC Bourges D2 3:0 - EA Guingamp DHR – US Le Mans D2 4:2 - OSC Lille D2 – RC Lens D2 1:1 n. V., 2:0 - FC Lorient D2 – ES La Rochelle D3 3:0 |

## Sechzehntelfinale
Spiele am 18., Wiederholungsmatch am 25. Februar 1973
| - Stade Reims D1 – AS Mutzig D3 1:0 - Olympique Marseille D1 – AC Ajaccio D1 2:0 - EDS Montluçon D2 – UMS Montélimar D2 2:0 - FC Nantes D1 – CS Sedan D1 1:0 - Olympique Nîmes D1 – US Valenciennes D1 3:2 n. V. - Paris FC D1 – SEC Bastia D1 3:2 - FC Rouen D2 – FC Gueugnon D2 3:2 - AS Saint-Étienne D1 – AS Cannes D2 1:0 | - Red Star Paris D1 – SC Abbeville D3 2:0 - FC Sochaux D1 – AC Chaumont D2 3:0 - AC Arles D2 – LB Châteauroux D2 2:0 - Olympique Avignon D2 – CA Mantes D2 1:0 - Girondins Bordeaux D1 – AS Angoulême D2 3:1 - Olympique Lyon D1 – Racing Club de France DH 2:1 - EA Guingamp DHR – FC Lorient D2 2:1 - OSC Lille D2 – Stade Poitiers D2 1:1 n. V., 4:3 |

## Achtelfinale
Hinspiele zwischen 9. und 11., Rückspiele zwischen 13. und 18. März 1973
| - Olympique Marseille D1 – OSC Lille D2 0:1, 2:0 - EDS Montluçon D2 – Olympique Avignon D2 0:4, 1:2 - Olympique Nîmes D1 – Stade Reims D1 2:1, 2:0 - Paris FC D1 – FC Nantes D1 2:4, 1:0 | - AS Saint-Étienne D1 – AC Arles D2 3:0, 4:0 - FC Sochaux D1 – Red Star Paris D1 3:1, 1:3 n. V. (4:5 i. E.) - Olympique Lyon D1 – Girondins Bordeaux D1 3:0, 1:3 - EA Guingamp DHR – FC Rouen D2 0:5, 0:3 |

## Viertelfinale
Hinspiele am 13./14., Rückspiele am 18. April 1973
| - Olympique Marseille D1 – Olympique Lyon D1 1:0, 0:4 - Olympique Nîmes D1 – Red Star Paris D1 4:2, 1:2 | - AS Saint-Étienne D1 – FC Nantes D1 2:0, 1:5 n. V. - FC Rouen D2 – Olympique Avignon D2 2:0, 0:6 |

## Halbfinale
Hinspiele am 6., Rückspiele am 8./9. Juni 1973
| - Olympique Nîmes D1 – FC Nantes D1 0:0, 0:3 | - Olympique Avignon D2 – Olympique Lyon D1 1:0, 1:4 |

## Finale
Spiel am 17. Juni 1973 im Pariser Prinzenparkstadion vor 45.734 Zuschauern
- Olympique Lyon – FC Nantes 2:1 (1:0)

### Mannschaftsaufstellungen
Olympique Lyon: Yves Chauveau – Raymond Domenech, Ljubomir Mihajlović, Robert Cacchioni, Bernard Lhomme – Georges Prost, Dobrivoje Trivić, Serge Chiesa, Daniel Ravier – Bernard Lacombe, Fleury Di Nallo 
Trainer : Aimé Mignot
FC Nantes: Jean-Paul Bertrand-Demanes – Jean-Claude Osman, „Hugo“ Bargas, Bernard Gardon, Gabriel De Michèle – Henri Michel , Michel Pech – Bernard Blanchet, Didier Couécou, Gilles Rampillon, Erich Maas
Trainer : José Arribas
Schiedsrichter: Robert Wurtz (Strasbourg)

### Tore
1:0 Trivić (29., per Elfmeter)

2:0 Lacombe (63.)

2:1 Couécou (85.)

### Besondere Vorkommnisse
Schiedsrichter Wurtz zog sich den Spott beider Mannschaften und die Kritik der Fachpresse zu, weil er im Finale zwei Treffer anerkannte, denen jeweils ein offenkundiges Handspiel der Torschützen Lacombe (Lyon) und Couécou (Nantes) vorausgegangen war. Couécou, der sein drittes Endspiel mit dem dritten Verein bestritt – nach 1969 mit Bordeaux und 1972 mit Marseille –, wurde nach dem Spiel mit den Worten zitiert: „Heute hieß der Schiedsrichter Ray Charles“. Robert Wurtz, einer der profiliertesten französischen Referees der 1970er Jahre, sollte trotz dieser Fehler 1976 noch ein weiteres Finale der Coupe de France leiten.